# Подчелюстная слюнная железа человека
Подчелюстная слюнная железа (синоним: поднижнечелюстная железа; лат. glandula submandibularis) — парная слюнная железа. Наряду с околоушными и подъязычными, подчелюстные железы относятся к так называемым большим слюнным железам.

## Анатомия
Подчелюстная слюнная железа имеет вид образования эллипсоидной формы, величиной с грецкий орех (примерно 4х2х1,5 см), и лежит в поднижнечелюстном треугольнике (лат. fossa submandibularis). Масса подчелюстной железы — 13-16 г. 
С внешней стороны к подчелюстной железе примыкает поверхностная пластинка шейной фасции и кожа. Медиальная поверхность железы примыкает к шилоязычной и подъязычно-язычной мышцам. Верхняя часть железы примыкает к поднижнечелюстной ямке на внутренней поверхности тела нижней челюсти, а снизу выходит из-под её нижнего края. Спереди небольшой отросток железы соприкасается с задним краем челюстно-подъязычной мышцы. Латеральная поверхность прилежит к лицевым артерии и вене, а также соседствует с лимфатическими поднижнечелюстными узлами.
От железы отходит довольно толстый выводной проток — вартонов проток (лат. ductus submandibularis Vartoni), который помещается на дне полости рта и открывается небольшим отверстием на верхушке сосочка, находящегося около уздечки языка.

## Иннервация
Поднижнечелюстная слюнная железа получает афферентную и эфферентную иннервации.
Афферентная: язычные ветви (лат. rr. linguales) от язычного нерва (лат. n. lingualis), который является ветвью нижнечелюстного нерва (лат. n. mandibularis) — конечной ветви тройничного нерва (лат. n. trigeminus). 
Эфферентная как симпатическая, так и парасимпатическая:
Симпатическая иннервация осуществляется благодаря верхнему шейному узлу симпатического ствола (лат. ganglion cervicale superius trunci sympathici).

## Кровоснабжение
Поднижнечелюстная железа кровоснабжается железистыми ветвями лицевой артерии (лат. a. facialis), которая является веточкой наружной сонной артерии (лат. a. carotis externa).

## Венозный отток
Венозная кровь оттекает по поднижнечелюстной вене (лат. v. submandibularis) в лицевую вену (лат. v. facialis) — приток внутренней яремной вены  (лат. v. jugularis interna).

## Лимфоотток
От подчелюстной слюной железы лимфа оттекает в одноимённые поднижнечелюстные лимфатические узлы.

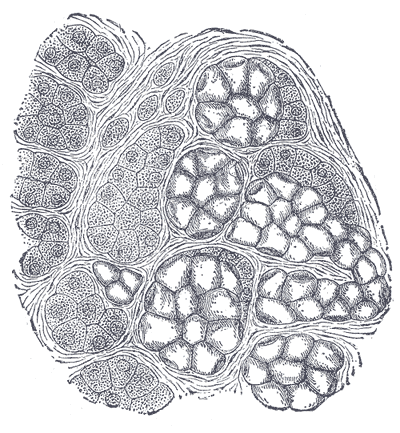
Подчелюстная слюнная железа человека. Справа — группа ацинусов, секретирующих муцин (слизь), слева — серозные ацинусы.

## Функция
Основной функцией железы является секреция слюны. Подчелюстная железа выделяют слюну, содержащую и слизистый, и серозный (белковый) секрет. Её кислотность ниже, чем кислотность слюны околоушных желёз и, при небольшой скорости секреции, равна 6,39 рН. При увеличении скорости секреции её кислотность уменьшается (рН увеличивается).